# Lijst van voetbalinterlands Bulgarije - Hongarije (vrouwen)
Deze lijst van voetbalinterlands is een overzicht van alle officiële voetbalinterlands tussen de nationale vrouwenteams van Bulgarije en Hongarije. De landen hebben tot nu toe twaalf keer tegen elkaar gespeeld.

## Wedstrijden
| №  | Plaats        | Datum             | Competitie            | Wedstrijd             | Uitslag |
| -- | ------------- | ----------------- | --------------------- | --------------------- | ------- |
| 1  | Sofia         | 28 oktober 1989   | EK 1991 kwalificatie  | Bulgarije − Hongarije | 0 − 3   |
| 2  | onbekend      | 9 juni 1990       | EK 1991 kwalificatie  | Hongarije − Bulgarije | 2 − 0   |
| 3  | Varna         | 1 april 1991      | Grand Hotel Varna Cup | Bulgarije − Hongarije | ? − ?   |
| 4  | onbekend      | 27 oktober 1991   | EK 1993 kwalificatie  | Bulgarije − Hongarije | 0 − 1   |
| 5  | onbekend      | 31 mei 1992       | EK 1993 kwalificatie  | Hongarije − Bulgarije | 3 − 0   |
| 6  | onbekend      | 14 april 1996     | EK 1997 kwalificatie  | Bulgarije − Hongarije | 3 − 2   |
| 7  | onbekend      | 25 augustus 1996  | EK 1997 kwalificatie  | Hongarije − Bulgarije | 1 − 2   |
| 8  | Lovetsj       | 27 oktober 2011   | EK 2013 kwalificatie  | Bulgarije − Hongarije | 0 − 4   |
| 9  | Sopron        | 19 september 2012 | EK 2013 kwalificatie  | Hongarije − Bulgarije | 9 − 0   |
| 10 | Boedapest     | 31 oktober 2013   | WK 2015 kwalificatie  | Hongarije − Bulgarije | 4 − 0   |
| 11 | Lovetsj       | 17 september 2014 | WK 2015 kwalificatie  | Bulgarije − Hongarije | 0 − 7   |
| 12 | Balmazújváros | 7 juni 2017       | Vriendschappelijk     | Hongarije − Bulgarije | 4 − 0   |

## Samenvatting
| Competitie            | Totaal gespeeld | Winst Bulgarije | Gelijk | Winst Hongarije | Doelsaldo Bulgarije – Hongarije |
| --------------------- | --------------- | --------------- | ------ | --------------- | ------------------------------- |
| WK-kwalificatie       | 2               | 0               | 0      | 2               | 0 − 11                          |
| EK-kwalificatie       | 8               | 2               | 0      | 6               | 5 − 25                          |
| Grand Hotel Varna Cup | 1               | 0               | 1      | 0               | 0 − 0                           |
| Vriendschappelijk     | 1               | 0               | 0      | 1               | 0 − 4                           |
| Totaal                | 12              | 2               | 1      | 9               | 5 − 40                          |